# Shadow Raiders
Shadow Raiders es una serie de televisión animada producida por Mainframe Entertainment que se trasmitió de 1998 a 1999. El programa estaba vagamente basado en la línea de juguetes de Trendmasters, War Planets (Guerra de los Planetas). 
La serie se enfoca en los cuatro planetas de un sistema planetario y de cómo forman una alianza en contra de la amenaza del Planeta Bestia, un gigantesco planeta tecnológico que viaja por el cosmos devorando otros mundos y erradicando la vida. Aunque el programa terminó después de su segunda temporada, atando la mayoría de los cabos sueltos, una tercera temporada que respondería las grandes preguntas, como el origen del Planeta Bestia, nunca fue hecha.

## Argumento
Los planetas Roca, Hielo, Fuego y Hueso habían peleado por generaciones entre sí por sus recursos naturales, Roca produce metales y minerales, Hielo produce agua, Fuego produce combustibles y Hueso produce alimentos. Sin embargo, cuando llega un habitante de otro sistema solar, la cyborg llamada Tekla, lleva consigo una espeluznante advertencia: el Planeta Bestia, un mundo demoníaco de viaja por el cosmos devorabdo otros mundos para alimentarse, sí existe. Es entonces cuando Graveheart, un humilde minero del Planeta Roca, debe convencer a los líderes de Roca, Hielo, Fuego y Hueso, de poner a un lado sus diferencias y seguirlo para combatir al planeta Bestia, su nuevo enemigo común.
La primera temporada comienza con una batalla en un sistema solar distante en donde el planeta Tek es asediado por una raza guerrera de "drones" sintéticos compuestos de materia "nula" que preceden el ataque de una enorme esfera negra con apariencia metálica en toda la superficie. El origen tanto de los drones como del planeta se conserva siempre desconocido a lo largo de la serie, sin embargo queda claro que tanto las huestes de batalla como el mismo planeta bestia son de un material extradimensional con una inmensa resistencia que le permite devorar otros mundos con una tenaza que emana de su interior y que captura al planeta víctima para finalmente ser arrastrado a su interior y consumido.
Los drones son posibles de destruir apuntando armas comunes a un núcleo de energía situado en sus pecho, contrario al Planeta Bestia, es una historia totalmente distinta mostrándose indestructible ante cualquier tipo de explosión, ataque directo con rayos, golpes o energía, tanto así que incluso ataques de envergadura planetaria son inútiles contra él. En el capítulo 2 de la segunda temporada la alianza decide poner rumbo de colisión a todo el planeta fuego, lo que en efecto produce un impacto de proporción global durante algunos segundos pero al final el planeta de fuego termina siendo devorado igualmente mientras La Bestia se muestra sin ninguna mella.
En el capítulo 7 de la segunda temporada también hay un intento por destruir a La Bestia haciendo explotar un planeta vegetal que la alianza encuentra en su camino de huida pero se encuentra dañado imposibilitando el escape. En esta oportunidad Gravehart pide al "alma" del planeta vegetal que les permita sacrificarlo en el momento de ser devorado lo que nuevamente (y a pesar de la inmensa explosión) resulta en un fracaso total que solo puede minimizarse con el rescate de una única planta que lleva el espíritu del planeta y queda al cuidado de Fémur.
La resistencia de este enemigo es tal que incluso la primera vez que el planeta aparece en el sistema de la alianza emerge directamente del interior del sol sin sufrir ningún daño y hacia al final de la serie la única forma de "vencerlo" es transportándolo a otra parte del universo lejos del alcance de estas cuatro razas para poder así limitar su camino de destrucción en lo posible.

## Personajes

### Principales
- Graveheart: Un valeroso minero del Planeta Roca cuyo honor y liderazgo le hacen ganar el sitio de jefe de la alianza. Un honor que él no buscaba ni deseaba, siendo un ciudadano obrero de segunda clase, sin privilegios y alejado de toda la realeza que de un golpe le rodea y lo ve como un gran guerrero y líder. Antiguamente fue un afamado y poderoso guerrero que comandaba las tropas de Roca con Jade como su segundo al mando, sin embargo tras la muerte de su hermano menor comprendió que la guerra entre los cuatro planetas no tenía un fin ni beneficios, solo muerte, por lo que renunció a su puesto y se hizo minero, la clase baja y despreciada de su planeta. A pesar de pertenecer a la clase baja de su planeta y haber sido deshonrado por su rey, es el líder indiscutido de la alianza y un guerrero formidable capaz de luchar solo con sus manos contra los generales de La Bestia y derrotarlos.

- Cryos: Rey del planeta Hielo y padre de Lady Zera. Se trata de un rey a la antigua, con un alto sentido del honor y amante de su pueblo que haría cualquier cosa por defenderlo. Su personalidad siempre elegante y correcta es la que brinda a Gravehart la confianza inicial para que comience su aventura por defender los cuatro mundos y crear la alianza, conoce a Gravehart durante un enfrentamiento con mineros del planeta Roca que extraían hielo de forma ilegal. Tras la llegada de La Bestia ambos dejan de lado sus diferencias para alertar al resto del sistema planetario y en poco tiempo se transforma en el mejor amigo y consejero de Gravehart.

- Pyros: Príncipe del planeta Fuego, un joven impetuoso y lleno de energía que es huérfano y espera su coronación a su mayoría de edad pero que siendo príncipe es voz suprema en su mundo solo secundado por su leal mentor el Visir de Fuego cuya personalidad desconfiada le guía hasta la muerte a manos de La Bestia. Por sus naturalezas opuestas, la gente de Fuego y Hielo instintivamente son quienes más se odian, pero esto no evitó que en poco tiempo naciera un fuerte aprecio entre él y Zera, la hija de Cryos. En un inicio es solo un pequeño muchacho inmaduro que confía las decisiones del reino al Visir, pero poco a poco madura y se transforma en un líder honesto y honorable.

- Fémur: Soberano del planeta hueso. El contrapeso de la historia personificado en un desagradable "sapo" pero al final muy útil, un buen aliado a los fines de la causa de la lucha. Es siempre secundado por "Pelvus" como su subalterno que le odia a muerte pero le adula al mismo tiempo. Su personalidad es cínica, vulgar, cobarde y oportunista, llegó al trono traicionando a su hermano mayor a quien envió al exilió a una cárcel espacial. A pesar de todos sus defectos, está dispuesto a ayudar y en los momentos menos esperados da consejos y opiniones muy acertados y útiles.

- Tekla: Un organismo cyborg, una muchacha joven y la única sobreviviente de un planeta que fue devorado por La Bestia, escapó hasta ese sistema y se estrelló en el planeta Hielo donde logró alertar a Gravehart de la llegada de La Bestia antes de colapsar por sus heridas. Aunque los médicos de Hielo lograron sanar su cuerpo, por mucho tiempo estuvo en coma por el daño cerebral que sufrió, hasta que Lamprey la poseyó e involuntariamente con ello le devolvió la consciencia.

- Jade: Capitana de la guardia de palacio del Planeta Roca y antigua lugarteniente de Gravehart en sus tiempos como soldado. Es una fuerte y ruda guerrera que no teme al peligro e iguala y supera a muchos otros peleadores. Cuando Lord Mantell se niega a cooperar con la alianza, ella va en representación de Roca. Hay una intensa tensión entre ella y Gravehart ya que desde hace mucho están enamorados, pero el hecho que Gravehart se alejara tras abandonar el ejército y su creencia de ser inferior por ser un minero, se convierten constantemente en fuertes obstáculos para que ambos reconozcan sus sentimientos. Tras la muerte de Mantel, Gravehart la convence que se someta a la prueba para ser el nuevo rey y tras superarla su primer edicto es restaurar el honor de Gravehart.

- Zuma: Habitante del Planeta Arena, del Pueblo de la Arena y representante de su mundo en la alianza. A pesar de su enorme tamaño e imponente aspecto es una hembra amable y tranquila que usa la telepatía para comunicarse. Sus "parientes" fueron los que construyeron las antiguas tecnologías de los motores mundiales.

### Secundarios
- Mantel: Rey del Planeta Roca, un hombre impetuoso y despectivo, para quien la fuerza lo es todo. Es un guerrero vanidoso que cree que él y sus ejércitos no tienen rival en todo el universo, por esto está seguro que La Bestia es un enemigo insignificante y el hecho que la alianza y otros mundos no hayan podido vencerla solo significa que son cobardes y débiles, por lo mismo, razona que si el entrara en combate acabaría con La bestia en un corto tiempo. Es el primer rey visitado por Gravehart intentando fundar la alianza, pero como este lo considera un cobarde por preferir la paz, no toma en serio sus palabras y lo declara deshonrado cuando este prefiere seguir apoyando a la Alianza. En la batalla final ordena a las lunas de batalla atacar al planeta bestia mientras enfrenta en duelo a Blokk creyendo inocentemente que solo con eso lograra derrotarlos. Las lunas de batalla son fácilmente repelidas por las sombras y Blokk lo acaba sin problemas, el único y último gesto heroico que tiene es destruir la llave de control de las lunas de batalla antes de morir para evitar que Blokk lo robe.

- Visir: Tutor y consejero de Pyro, un anciano estricto que no cree en la paz entre los cuatro planetas por lo que se muestra en contra de la alianza. A pesar de todo ama al príncipe como si fuera su hijo y desea lo mejor para él. De no ser por la amistad surgida entre Pyro y Zera hubiera logrado evitar que Fuego se uniera a la alianza, pero el muchacho se impuso como gobernante consolidando así las bases para la alianza. Cuando La bestia se acercó a Fuego, sus guerreros lograron llegar al motor mundial antes que los aliados y lo dañaron impidiendo que el planeta escapara, sin embargo el Visir al ver a Pyro dirigiendo a su pueblo comprendió que el muchacho había madurado y reconociéndolo como un genuino rey decidió quedarse y sacrificar su vida estrellando el planeta contra la bestia, desgraciadamente esto no causó el mínimo daño a su enemigo. Tiempo después aparecería ileso ante Pyro, pero finalmente descubrirían que solo se trataba de una copia creada por La Bestia.

- Pelvus: Sirviente y compañero de Fémur, se viste y comporta como un noble amanerado, acompaña a su rey en todas sus conspiraciones e ideas descabelladas, fue quien drogó a Sternum y permitió así que Fémur se hiciera con el poder. Aunque desprecia y tiene poca paciencia con su rey, carece de valor y siempre acaba subordinándose a él.

- Sternum: Hermano mayor de Fémur y legítimo rey del Planeta Hueso; opuesto a su hermano en toda forma posible, fuerte, astuto, valiente, pero sobre todo honorable y recto. Fue traicionado años atrás por fémur y Sternum y exiliado al Planeta Prisión, desde ahí lograría huir con ayuda de la alianza.

- Voxx: Una computadora al servicio de Tekla, que permanece siempre levitado junto a ella, contiene una extensa base de datos y muchas aplicaciones y herramientas útiles en todo tipo de situaciones.

- Ramset: Gobernante del Pueblo del Sol y supuesto emperador del Planeta Arena. Lo conocerían cuando los planetas de la alianza comenzaran a viajar por el espacio huyendo de la Bestia, al descubrir que este mundo poseía su propio motor mundial. Ramset sería quien recibiera a la alianza, sin embargo desconocía la existencia del motor y trataba al pueblo de Arena como esclavos y animales domésticos. Tras descubrir que el pueblo de arena eran una raza sumamente evolucionada y los protectores del motor, Gravehart los reconocería como los genuinos habitantes de Arena y a Zuma como su representante en la Alianza, por lo que ni Ramset ni su pueblo poseen voz o influencia en el Concejo de la Alianza.

## Planetas
- Planeta Roca: Cuarto planeta del sistema, un mundo árido donde todo lo que existe está hecho de roca y minerales. Sus habitantes son una raza humanoide cuya piel asemeja a la roca y los cuarzos, por lo que tienen un aspecto similar a estatuas vivientes. Poseen una sociedad dividida en dos clases, la primera son los guerreros, considerados la clase superior y merecedores de todos los privilegios, ya que se considera que obtienen la gloria combatiendo a otras razas; la segunda son los mineros, considerada inferior y dedicada a la extracción de minerales y otros trabajos pesados. El interés de los otros planetas por este mundo consiste en que es la única fuente de minerales y metales en el sistema, por lo que la producción de muchos recursos de los otros mundos implica incursiones para robar estos recursos.

- Planeta Hielo: El planeta con vida que está más alejado del sol, está compuesto por enormes océanos congelados y toda la vida que ha florecido allí se basa en el hielo. La raza inteligente de este mundo son insectos humanoides con avanzada tecnología, son muy susceptibles a las temperaturas altas, pero han desarrollado una nanotecnología que recubre su piel y les permite sobrevivir en ambientes hostiles o sanar heridas de diversa gravedad. Este planeta es la única fuente de agua en el sistema, lo que lo hace muy codiciado para los otros mundos.

- Planeta Fuego: El mundo habitado más cercano al sol y con las más altas temperaturas, lleno de ríos y lagos de lava. Este planeta es la mejor fuente de combustibles y energía del sistema siendo este el principal interés de las incursiones y conflictos con los otros mundos. Está habitado por una raza humanoide cuyo cuerpo está hecho de material incandescente.

- Planeta Hueso: El único planeta con vida orgánica y vegetal, por lo tanto la única fuente productora y proveedora de alimentos para los cuatro mundos del sistema. Sus habitantes son una raza de batracios humanoides.

- Planeta Arena: El primer planeta ajeno al sistema que se unió a la Alianza. Un mundo desértico habitado por dos razas que conviven en una sociedad de costumbres muy similares al Egipto Antiguo; la primera es el Pueblo del Sol, una raza de humanoides diminutos que se movilizan en autómatas enormes y consideran a sí mismos la nobleza y seres superiores cuasi divinos, la segunda es el Pueblo de la Arena, enormes seres de cuerpo peludo, silenciosos, amables y sumisos, al punto que el pueblo del sol ha creído desde siempre que solo son bestias de carga y los utilizan como esclavos, siendo en realidad una raza de psíquicos de notable inteligencia, con una cultura pacífica y muy espiritual.

- Planeta Tek: Mundo de origen de la Princesa Tekla, es destruido al inicio de la historia. Un mundo cibernético donde el mismo planeta era de diseño sintético. Estaba habitado por una raza biomecánica humanoide de aspecto muy similar a androides muy avanzados. Antes de ser destruidos enviaron una comitiva a otros mundos para advertir el peligro de La Bestia, de la cual solo Tekla sobrevivió para entregar su mensaje.

- Planeta Prisión: Un planetoide plano donde se estableció una prisión espacial para que los diferentes mundos de la galaxia pudieran enviar a sus criminales e indeseables. Posee un sistema de teletransportación que traslada periódicamente el planetoide completo de un lugar a otro de la galaxia de forma aleatoria, imposibilitando así fugas o infiltraciones.

- Planeta Bestia: No se tiene claro si es una estrella o un gran planeta mecanizado, convertido en arma, que se alimenta de planetas dispersos en el espacio, sin importarle si tienen vida o no.

## Glosario
- Motor Mundial: De origen desconocido, se ubica justo al costado de los núcleos de cada mundo, un mecanismo gigantesco guiado por una enorme supercomputadora; es capaz de sacar los planetas de su órbita y propulsarlos por el espacio a la vez que generan un campo de integridad atmosférica y gravitacional que cubre el planeta, permitiendo que se aleje de su sol y viaje por el espacio sin comprometer las condiciones que permiten la existencia de la vida en su superficie.
- Materia Nula: O antimateria, el compuesto del que los habitantes del Planeta Bestia están hechos. Según el falso Visir de Fuego, La Bestia aprende e imita todo aquello que devora; de esta forma, ha mostrado que puede crear formas de vida a su servicio moldeando la materia nula alrededor de una matriz génesis que evita que colapsen y se vuelve su único punto débil.
- Lunas de Batalla: Los cinco satélites pequeños del planeta Roca, fueron hace mucho tiempo convertidos en fuertes de combate para su protección de su mundo. Tras la activación de los motores mundiales y el inicio del viaje de los planetas por el espacio son utilizados como sistemas de defensa periférica de la caravana y tras la destrucción del Planeta Fuego la Alianza los convierte en el un refugio para albergar a los refugiados; para seguridad de estos residentes la Alianza fabricó las llaves de activación; únicos dispositivos que permiten controlarlas de forma remota y a los que solo los líderes de la Alianza tiene acceso.
- Escudos de Energía: Dispositivo inventando por la alianza para defensa individual. Con la forma de un pequeño dispositivo que puede ser llevado como un colgante o prendedor, genera un campo de fuerza que rodea al individuos adherido sobre su piel, dándole total libertad de movimiento y a la vez permitiendo que resista gran cantidad de ataques físicos y de energía.
- Matriz Génesis: Dispositivo utilizado por la Bestia para dar vida a sus soldados, se encuentra en el interior de su tórax y funciona a modo de núcleo o corazón. Moldea la materia nula para dar forma al cuerpo y a la vez contiene todas las características, habilidades y, en caso de ser creados con autoconsciencia, la personalidad del individuo. Dado que los cuerpos hechos con materia nula son en extremo resistentes y poseen habilidades regenerativas casi instantáneas, la única forma de acabarlos es destruir la matriz.

## Episodios
| 1. .- Behold, the Beast 2. .- On the Rocks 3. .- Born in Fire 4. .- Bad to the Bone 5. .- Wolf in the Fold 6. .- Mind War 7. .- J’Accuse 8. .- Blood is thicker... 9. .- Rock and Ruin 10. .- Against all odds 11. .- Uneasy hangs the head 12. .- Ragnarok Part 1 13. .- Ragnarok Part 2 | 1. .- Worlds within Worlds 2. .- This is the way the world ends... 3. .- Period of adjustment 4. .- A Blaze of Glory 5. .- Sandstorm 6. .- Girls night off 7. .- Time Bomb 8. .- Embers of the Past 9. .- Divided we stand 10. .- Nor iron bars a cage 11. .- Death of a King 12. .- The long road home 13. .- Ascension |